# Equipo de Copa Davis de Nigeria
El Equipo de Copa Davis de Nigeria es el representativo de Nigeria en la máxima competición internacional a nivel de naciones del tenis y está regido por la Federación de Tenis de Nigeria.

## Plantel actual (2019 – 2020)
- Emmanuel Idoko
- Paul Etim
- Emmanuel Audu

## Resultados
| Edición | Zona                                      | Rival                | Sede             | Resultado |
| ------- | ----------------------------------------- | -------------------- | ---------------- | --------- |
| 1974    | Europa – Zona B Preliminar 1              | Marruecos            | Lagos            | 2 – 3     |
| 1975    | Europa – Zona B Preliminar 1              | Kenia                | Lagos            | 5 – 0     |
| 1975    | Europa – Zona B Preliminar 2              | Mónaco               | Montecarlo       | 1 – 4     |
| 1986    | Europa – Zona África 1.ª Ronda            | Túnez                | Túnez            | 5 – 0     |
| 1986    | Europa – Zona África 2.ª Ronda            | Senegal              | Dakar            | 4 – 1     |
| 1986    | Europa – Zona África 3.ª Ronda            | Argelia              | Argel            | 3 – 2     |
| 1986    | Europa – Zona B 1.ª Ronda                 | Noruega              | Lagos            | 5 – 0     |
| 1986    | Europa – Zona B 2.ª Ronda                 | Países Bajos         | Ciudad de Benín  | 2 – 3     |
| 1987    | Europa – Zona África 2.ª Ronda            | Costa de Marfil      | Abiyán           | 3 – 2     |
| 1987    | Europa – Zona África 3.ª Ronda            | Zimbabue             | Harare           | 2 – 3     |
| 1988    | Europa/África – Grupo I 1.ª Ronda         | Hungría              | Lagos            | 5 – 0     |
| 1988    | Europa/África – Grupo I 2.ª Ronda         | Austria              | Villach          | 0 – 5     |
| 1989    | Europa/África – Grupo I 2.ª Ronda         | Hungría              | Budapest         | 1 – 4     |
| 1990    | Europa/África – Grupo I 1.ª Ronda         | Finlandia            | Lagos            | 1 – 4     |
| 1991    | Europa/África – África Grupo II 2.ª Ronda | Zambia               | Ndola            | 3 – 2     |
| 1991    | Europa/África – África Grupo II 3.ª Ronda | Kenia                | Nairobi          | 2 – 3     |
| 1992    | Europa/África – Grupo II 1.ª Ronda        | Marruecos            | Lagos            | 0 – 5     |
| 1993    | Europa/África – Grupo II 1.ª Ronda        | Rumanía              | Lagos            | 1 – 4     |
| 1993    | Europa/África – Grupo II Relegación       | Argelia              | Lagos            | 5 – 0     |
| 1994    | Europa/África – Grupo II 1.ª Ronda        | Senegal              | Lagos            | 5 – 0     |
| 1994    | Europa/África – Grupo II 2.ª Ronda        | Ghana                | Acra             | 2 – 3     |
| 1995    | Europa/África – Grupo II 1.ª Ronda        | Polonia              | Lagos            | 3 – 2     |
| 1995    | Europa/África – Grupo II 2.ª Ronda        | Luxemburgo           | Esch-sur-Alzette | 1 – 4     |
| 1996    | Europa/África – Grupo II 1.ª Ronda        | Polonia              | Varsovia         | 1 – 4     |
| 1997    | Europa/África – Grupo II 1.ª Ronda        | Noruega              | Snarøya          | 0 – 5     |
| 1997    | Europa/África – Grupo II Relegación       | Georgia              | Tiflis           | 0 – 5     |
| 1998    | Europa/África – Grupo III Zona B          | Malta                | Skopie           | 2 – 1     |
| 1998    | Europa/África – Grupo III Zona B          | San Marino           | Skopie           | 3 – 0     |
| 1998    | Europa/África – Grupo III Zona B          | Turquía              | Skopie           | 3 – 0     |
| 1998    | Europa/África – Grupo III Zona B          | Macedonia            | Skopie           | 1 – 2     |
| 1998    | Europa/África – Grupo III Zona B          | Lituania             | Skopie           | 1 – 2     |
| 1999    | Europa/África – Grupo III Zona A          | Benín                | El Cairo         | 1 – 2     |
| 1999    | Europa/África – Grupo III Zona A          | Bosnia y Herzegovina | El Cairo         | 1 – 2     |
| 1999    | Europa/África – Grupo III Zona A          | Egipto               | El Cairo         | 0 – 3     |
| 1999    | Europa/África – Grupo III Zona A          | Ghana                | El Cairo         | 2 – 1     |
| 1999    | Europa/África – Grupo III Zona A          | Benín                | El Cairo         | 2 – 1     |
| 2000    | Europa/África – Grupo III Zona B          | Macedonia            | Antananarivo     | 0 – 3     |
| 2000    | Europa/África – Grupo III Zona B          | Madagascar           | Antananarivo     | 1 – 2     |
| 2000    | Europa/África – Grupo III Zona B          | Armenia              | Antananarivo     | 1 – 2     |
| 2000    | Europa/África – Grupo III Zona B          | Senegal              | Antananarivo     | 2 – 1     |
| 2000    | Europa/África – Grupo III Zona B          | Madagascar           | Antananarivo     | 2 – 1     |
| 2002    | Europa/África – Grupo IV Zona B           | Sin datos            | Sin datos        | Sin datos |
| 2003    | Europa/África – Grupo IV Zona A           | Gabón                | Lagos            | 3 – 0     |
| 2003    | Europa/África – Grupo IV Zona A           | Uganda               | Lagos            | 2 – 1     |
| 2003    | Europa/África – Grupo IV Zona A           | Senegal              | Lagos            | 3 – 0     |
| 2003    | Europa/África – Grupo IV Zona A           | Benín                | Lagos            | 1 – 2     |
| 2004    | Europa/África – Grupo IV Zona A           | San Marino           | Dakar            | 3 – 0     |
| 2004    | Europa/África – Grupo IV Zona A           | Senegal              | Dakar            | 3 – 0     |
| 2004    | Europa/África – Grupo IV Zona A           | Malí                 | Dakar            | 3 – 0     |
| 2004    | Europa/África – Grupo IV Zona A           | Gabón                | Dakar            | 3 – 0     |
| 2005    | Europa/África – Grupo III Zona B          | Irlanda              | Dublín           | 0 – 3     |
| 2005    | Europa/África – Grupo III Zona B          | Armenia              | Dublín           | 1 – 2     |
| 2005    | Europa/África – Grupo III Zona B          | Islandia             | Dublín           | 3 – 0     |
| 2005    | Europa/África – Grupo III Zona B          | Turquía              | Dublín           | 2 – 1     |
| 2005    | Europa/África – Grupo III Zona B          | San Marino           | Dublín           | 3 – 0     |
| 2006    | Europa/África – Grupo III Zona B          | Ghana                | Gaborone         | 2 – 1     |
| 2006    | Europa/África – Grupo III Zona B          | Costa de Marfil      | Gaborone         | 3 – 0     |
| 2006    | Europa/África – Grupo III Zona B          | Botsuana             | Gaborone         | 3 – 0     |
| 2006    | Europa/África – Grupo III Zona B          | Dinamarca            | Gaborone         | 1 – 2     |
| 2006    | Europa/África – Grupo III Zona B          | Namibia              | Gaborone         | 2 – 1     |
| 2007    | Europa/África – Grupo II 1.ª Ronda        | Polonia              | Lagos            | 0 – 5     |
| 2007    | Europa/África – Grupo II Relegación       | Ucrania              | Abuya            | 0 – 5     |
| 2009    | Europa/África – Grupo III Zona B          | Túnez                | Túnez            | 0 – 3     |
| 2009    | Europa/África – Grupo III Zona B          | Marruecos            | Túnez            | 0 – 3     |
| 2009    | Europa/África – Grupo III Zona B          | San Marino           | Túnez            | 3 – 0     |
| 2009    | Europa/África – Grupo III Zona B          | Andorra              | Túnez            | 0 – 3     |
| 2009    | Europa/África – Grupo III Zona B          | Namibia              | Túnez            | 2 – 1     |
| 2010    | Europa/África – Grupo III África          | Ruanda               | Marrakech        | 3 – 0     |
| 2010    | Europa/África – Grupo III África          | Argelia              | Marrakech        | 1 – 2     |
| 2010    | Europa/África – Grupo III África          | Benín                | Marrakech        | 2 – 1     |
| 2011    | Europa/África – Grupo III África          | Egipto               | El Cairo         | 0 – 3     |
| 2011    | Europa/África – Grupo III África          | Madagascar           | El Cairo         | 1 – 2     |
| 2011    | Europa/África – Grupo III África          | Benín                | El Cairo         | 0 – 3     |
| 2011    | Europa/África – Grupo III África          | Costa de Marfil      | El Cairo         | 2 – 1     |
| 2013    | Europa/África – Grupo III África          | Sin datos            | Sin datos        | Sin datos |
| 2014    | Europa/África – Grupo III África          | Zimbabue             | El Cairo         | 0 – 3     |
| 2014    | Europa/África – Grupo III África          | Congo                | El Cairo         | 3 – 0     |
| 2014    | Europa/África – Grupo III África          | Madagascar           | El Cairo         | 0 – 3     |
| 2014    | Europa/África – Grupo III África          | Benín                | El Cairo         | 1 – 2     |
| 2016    | Europa/África – Grupo III África          | Namibia              | Antananarivo     | 1 – 2     |
| 2016    | Europa/África – Grupo III África          | Marruecos            | Antananarivo     | 1 – 2     |
| 2016    | Europa/África – Grupo III África          | Camerún              | Antananarivo     | 3 – 0     |
| 2016    | Europa/África – Grupo III África          | Mozambique           | Antananarivo     | 3 – 0     |
| 2016    | Europa/África – Grupo III África          | Kenia                | Antananarivo     | 2 – 1     |
| 2017    | Europa/África – Grupo III África          | Egipto               | El Cairo         | 0 – 3     |
| 2017    | Europa/África – Grupo III África          | Zimbabue             | El Cairo         | 1 – 2     |
| 2017    | Europa/África – Grupo III África          | Ruanda               | El Cairo         | 3 – 0     |
| 2017    | Europa/África – Grupo III África          | Argelia              | El Cairo         | 2 – 0     |
| 2018    | Europa/África – Grupo III África          | Ruanda               | Nairobi          | 3 – 0     |
| 2018    | Europa/África – Grupo III África          | Camerún              | Nairobi          | 2 – 1     |
| 2018    | Europa/África – Grupo III África          | Benín                | Nairobi          | 0 – 3     |
| 2018    | Europa/África – Grupo III África          | Namibia              | Nairobi          | 1 – 2     |
| 2019    | Europa/África – Grupo III África          | Namibia              | Nairobi          | 1 – 2     |
| 2019    | Europa/África – Grupo III África          | Túnez                | Nairobi          | 0 – 3     |
| 2019    | Europa/África – Grupo III África          | Mozambique           | Nairobi          | 1 – 2     |
| 2019    | Europa/África – Grupo III África          | Argelia              | Nairobi          | 0 – 2     |
| 2020    | Grupo IV África                           | –                    | –                | –         |